# Ellis Webster

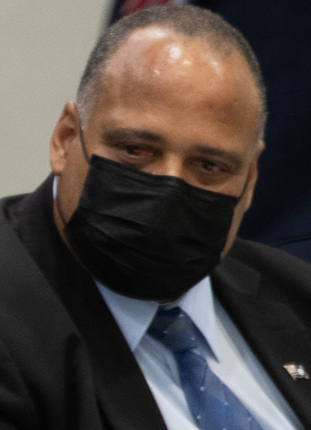
Ellis Webster

Ellis Lorenzo Webster (* 25. März 1963 in Island Harbour, Anguilla) ist ein Politiker aus Anguilla, der seit 2020 Premier von Anguilla ist.

## Leben

### Studium und Arbeit als Hals-Nasen-Ohren-Arzt
Ellis Lorenzo Webster besuchte die Grund- und Sekundarschule in Anguilla und absolvierte mit einem Regierungsstipendium eine Ausbildung zum Dentaltherapeuten. Nachdem er zwei Jahre lang als Dentaltherapeut für Kinder in Anguilla gearbeitet hatte, begann er 1983 ein Biologiestudium an der University of the Virgin Islands (UVI) und schloss dieses 1986 später mit einem Bachelor of Science (B.S. Biology) ab. Danach begann er ein postgraduales Studium der Biologie an der Yale University und erwarb dort 1987 einen Master of Science (M.S. Biology). Im Anschluss begann er ein Studium der Medizin an der School of Medicine der Yale University und schloss dieses 1991 ab. Nachdem er im Anschluss von 1991 bis 1992 als Belegarzt für Hals-Nasen-Ohren-Heilkunde an der University of Iowa tätig gewesen war, arbeitete er bis 2010 als Hals-Nasen-Ohrenarzt in Florida. Dort bot er auch ärztliche Leistungen für Bedürftige an und engagierte sich auch in einem Förderprogramm für Schüler von Grundschulen und High Schools sowie als Vorsitzender einer Vereinigung von Ärzten aus Minderheiten in Palm Beach County. Des Weiteren war er zeitweise Leiter der Abteilung für Hals-Nasen-Ohren-Heilkunde an verschiedenen Krankenhäusern. Nach seiner Rückkehr nach Anguilla eröffnete er 2010 eine Praxis für Hals-Nasen-Ohren-Heilkunde.

### Vorsitzender der AUM und erfolglose Kandidatur 2015
Im Dezember 2014 wurde Ellis L. Webster Vorsitzender der nunmehrigen Anguilla United Movement (AUM) und damit nach Ronald Webster und Hubert Hughes der dritte Vorsitzender dieser 1979 als People’s Progressive Party (PPP) gegründeten Partei. Bei der Wahl am 22. April 2015 traten insgesamt 19 Kandidaten für die sieben zu vergebenden Sitze an. Sowohl die Mehrheit der Anguillan United Movement (AUM) unter Webster, der Nachfolger des nicht erneut kandidierenden Hughes war, als auch die von Victor Banks angeführte oppositionelle Anguillan United Front (AUF) haben in jedem der sieben Wahlkreise einen Kandidaten aufgestellt. Die zwei Jahre zuvor gegründete Democracy, Opportunity, Vision & Empowerment DOVE unter der Leitung des ehemaligen Cable and Wireless-Geschäftsführers und Geschäftsmanns Sutcliffe Hodge stellt nur drei Kandidaten auf. Es gab zudem auch mit der Rechtsanwältin Palmovan Webster und dem Geschäftsmann Statchel Warner zwei parteilose Kandidaten. Wirtschaft, Schaffung von Arbeitsplätzen, Entwicklung der Infrastruktur und verantwortungsvolle Staatsführung gehörten zu den Hauptthemen eines langwierigen Wahlkampfs. Zum ersten Mal in der Geschichte Anguillas überwachte ein sechsköpfiges unabhängiges Wahlbeobachterteam der Commonwealth Parliamentary Association (CPA) die Wahlen.
Am Wahltag gab es einen Erdrutschsieg für die Anguilla United Front (AUF), die sechs der sieben Sitze gewann. Ellis Webster kandidierte im Wahlkreis District 1: Island Harbour, unterlag aber als Drittplatzierter mit 412 Stimmen (31,55 Prozent) der Parteilosen Palmovan Webster (460 Stimmen, 35,22 Prozent) und dem bisherigen Wahlkreisinhaber Othlyn Vanterpool von der AUF (434 Stimmen, 33,23 Prozent) knapp. Somit konnte lediglich die parteilose Kandidatin Palmavon Webster einen Sitz erringen und damit verhindern, dass die AUF alle sieben Mitglieder des House of Assembly stellte. Mit ihr und den beiden AUF-Abgeordneten Cora Richardson-Hodge und Evalie Bradley waren erstmals seit 30 Jahren wieder weibliche Abgeordnete im Parlament vertreten.

### Premier seit 2020
Bei den Wahlen am 29. Juni 2020 erlitten Premier Banks und seine AUF eine erhebliche Niederlage. Das Anguilla Progressive Movement (APM) unter Ellis Webster gewann mit 3.689 Stimmen (51,32 Prozent) vier der sieben Sitze im House of Assembly, während die Anguilla United Front mit 3.170 Stimmen (44,11 Prozent) nur noch drei Sitze erhielt und damit im Vergleich zu den Wahlen vom 22. April 2015 drei Mandate verlor. Webster ging dieses Mal mit 493 Stimmen (49,5 Prozent) im Wahlkreis District 1: Island Harbour als Sieger hervor und lag damit deutlich vor Oris Smith von der Anguilla United Front (336 Stimmen, 33,73 Prozent) und der bisherigen Wahlkreisinhaberin, der Parteilosen Palmavon Webster (167 Stimmen, 16,77 Prozent). Der bisherige Premier Banks selbst verlor ebenfalls seinen Wahlkreis District 4: Valley South mit 755 Stimmen (46,72 Prozent) an Dee-Ann Kentish-Rogers vom Anguilla Progressive Movement, die 861 Stimmen (53,28 Prozent) bekam. Am 30. Juni 2020 wurde Ellis Webster als Nachfolger von Banks zum Premier mit einem Kabinett vereidigt, dem er selbst als Finanz-, Tourismus- und Gesundheitsminister und Kenneth Hodge als Innenminister angehören. Dee-Ann Kentish-Rogers, die im Siebenkampf unter anderem an den Commonwealth Games 2014 teilgenommen hatte sowie 2018 Miss Universe Great Britain war, wurde als Ministerin für Bildung und soziale Entwicklung in das Kabinett von Webster berufen und wurde mit 28 Jahren die bislang jüngste Ministerin Angullas. Dem Kabinett gehören ferner Haydn Hughes als Infrastrukturminister sowie Kyle Hodge als Minister für Handel und Unternehmen an. Das Kabinett wird erweitert durch Quincia Gumbs-Marie als Parlamentarische Staatssekretärin für Wirtschaftsentwicklung und Merrick Richardson als Ministerialassistent im Ministerium für soziale Entwicklung mit der Verantwortung für Jugend, Sport und Kultur ergänzt.
Webster ist mit Marjorie Webster verheiratet.